# Герб Алтайского края
Герб Алтайского края является символом Алтайского края. Закон «О гербе Алтайского края» принят 1 июня 2000 года сессией Краевого Совета народных депутатов. Из-за несоответствий методическим рекомендациям Геральдического совета гербу отказано в государственной регистрации до внесения соответствующих изменений.

## Описание и обоснование символики
Официальное описание герба:
Герб Алтайского края представляет собой щит французской геральдической формы, основание которого равно восьми девятым высоты, с выступающим в середине нижней части щита острием. Нижние углы щита закруглены.
Щит разделён горизонтальной полосой на две равные части. В верхней половине щита на лазоревом фоне, символизирующем величие, изображена дымящаяся доменная печь XVIII века как отражение исторического прошлого Алтайского края.
В нижней части щита на красном (червлёном) фоне, символизирующем достоинство, храбрость и мужество, помещено изображение колыванской «Царицы ваз» (яшма с преобладанием зелёного цвета), хранящаяся в Государственном Эрмитаже.

Щит обрамлён венком из золотых колосьев пшеницы, олицетворяющих сельское хозяйство как ведущую отрасль экономики Алтайского края. Венок перевит лазоревой лентой.
Герб разрабатывала комиссия под руководством доктора исторических наук Валерия Скубневского; на последнем этапе принятия герба была создана комиссия под руководством председателя краевого совета народных депутатов Бориса Ларина.

## История
Алтайский край образован 28 сентября 1937 года, но в советское время герба не имел.
21 ноября 1994 года распоряжением Алтайского краевого Законодательного Собрания назначена согласительная комиссия для разработки герба края, главой комиссии назначен В. Скубневский. В декабре 1994 года проекты герба рассматривались на депутатских слушаниях. Члены комиссии Малик Гизатулин, Вениамин Корнеев, краеведы Валерий Скубневский, Константин Метельницкий, Василий Гришаев предложили включить в герб края домну из герба Барнаула. Андрей Телегин предложил включить в герб изображение «Царицы ваз». Союзом художников был рекомендован для дальнейшей разработки герба авторский коллектив в составе Малика Гизатулина, Вениамина Корнева, Владимира Журавлева. Распоряжением Алтайского краевого совета народных депутатов от 4 мая 2000 года для завершения работы над проектом герба края была утверждена рабочая комиссия под руководством заместителя председателя краевого совета народных депутатов Бориса Ларина, она и завершила разработку герба.
Из-за нарушений в правилах геральдики герб не был утверждён Геральдическим советом и не внесён в Геральдический регистр. Герб содержит ряд ошибок: ленточки на колосьях не несут смысловой нагрузки; чаша зелёного цвета расположена на красном цвете, что противоречит правилу тинктур; для герба выбрана двухчастная форма щита, при которой символ Барнаула — доменная печь — изображена выше (главнее), чем чаша (символ края).